# Hiệp hội bóng đá Estonia
Hiệp hội bóng đá Estonia (EJL) (tiếng Estonia: Eesti Jalgpalli Liit) là tổ chức quản lý, điều hành các hoạt động bóng đá ở Estonia. Hiệp hội quản lý đội tuyển bóng đá quốc gia nam và nữ, tổ chức các giải bóng đá như vô địch quốc gia và cúp quốc gia. Hiệp hội bóng đá Estonia gia nhập FIFA năm 1923 và UEFA năm 1992.